# Неньковицька сільська рада
Неньковицька сільська́ ра́да — колишній орган місцевого самоврядування в Зарічненському районі Рівненської області. Адміністративний центр — село Неньковичі.

## Загальні відомості
- Неньковицька сільська рада утворена в 1945 році.
- Територія ради: 84,313 км²
- Населення ради: 1 280 осіб (станом на 2001 рік)
- Водоймища на території, підпорядкованій даній раді: річка Гнила Прип'ять, озеро Сосно.

## Населені пункти
Сільській раді підпорядковані населені пункти:
- с. Неньковичі
- с. Комори

## Склад ради
Рада складається з 16 депутатів та голови.
- Голова ради: Свирид Василь Мартинович
- Секретар ради: Вознюк Світлана Петрівна

### Керівний склад попередніх скликань
| Прізвище, ім'я, по батькові | Основні відомості                                                               | Дата обрання | Дата звільнення |
| --------------------------- | ------------------------------------------------------------------------------- | ------------ | --------------- |
| Свирид Василь Мартинович    | Сільський голова, 1966 року народження, освіта середня спеціальна, безпартійний | 26.03.2006   | 31.10.2010      |
| Свирид Василь Мартинович    | Сільський голова, 1966 року народження, освіта середня спеціальна, безпартійний | 31.10.2010   |                 |

Примітка: таблиця складена за даними сайту Верховної Ради України